# Рехер, Петер Эмиль
Петер Эмиль Рехер (нем. Peter Emil Recher; 29 июня 1879, Хайльбронн — 26 мая 1948, Урфельд, ныне в составе Кохель-ам-Зе) — немецкий художник.

## Биография
Получил образование как гравёр, учился в Штутгартской академии искусств у Роберта Пётцельбергера, Кристиана Шпейера, Христиана Ланденбергера и Адольфа Хёльцеля. Путешествовал по Южной Европе и Северной Африке, рисуя преимущественно пейзажи. В 1910—1913 годах преподавал в Лиссабоне. Вернувшись в Германию, женился на Гермине Келлерман, художнице-акварелистке, дочери пианиста Бертольда Келлермана. Занимался пейзажной живописью импрессионистического толка, жил и работал в Берлине и Мюнхене, а также в живописных местах на Цюрихском озере и озере Вальхензе.